# NGC 7798
NGC 7798 is een spiraalvormig sterrenstelsel in het sterrenbeeld Pegasus. Het hemelobject werd op 18 september 1784 ontdekt door de Duits-Britse astronoom William Herschel.

## Synoniemen
- UGC 12884
- IRAS 23568+2028
- MCG 3-1-10
- ZWG 456.9
- MK 332
- KUG 2356+204
- PGC 73163